# 맹달
맹달(孟達, ? ~ 228년)은 중국 삼국 시대 위나라의 장군으로 사례 우부풍 사람이다. 자는 자도(子度)이다. 원래는 자경(子敬)이었는데 유비 숙부의 이름을 피휘하여 바꾸었다. 기근으로 인해 고향을 떠나 익주에서 생활하였다. 유비 휘하에서 상용 공략에 공을 세웠음에도 관우의 패사, 유봉과의 불화가 겹쳐 위나라로 귀순하였다. 재주와 기품이 있어 조비에게 깊은 신임을 받았다. 조비 사후 입지가 흔들려 촉나라의 제갈량에 협조하다가 사마의에게 정벌당했다.

## 생애

### 유비 휘하에서
건안 초, 같은 군 사람 법정과 함께 기근을 피해 촉으로 들어가 익주목 유장에게 의탁했다. 211년(건안 16년) 장송이 유비한테 익주를 넘길 뜻을 품고 유장에게 유비로 하여금 장로를 토벌해 한중을 취하자고 권하였다. 유장이 장송의 모략인 줄도 모르고 법정과 맹달에게 각각 2천 명을 줘 유비를 맞이하게 하였다. 맹달은 강릉(江陵, 지금의 후베이성 징저우 구)에 머물렀으며 익주가 평정된 후 의도태수를 맡았다.
219년 유비의 명을 받아 의도군 자귀현(秭歸縣, 지금의 후베이성 쯔구이 현)에서 방릉으로 북진하여 그 태수 괴기(蒯祺)를 죽이고 상용(上庸)까지 나아갔다. 유비는 맹달 혼자로는 힘들지 않을까 염려하여 유봉도 한중에서부터 면수(沔水)를 타고 내려가게 했다. 상용태수 신탐은 항복하여 그 자리를 유지했고 동생 신의도 서성태수에 임명되었다. 관우가 번성(樊城)과 양양을 포위하고 유봉과 맹달에게 여러 번 증원군을 청했지만 이제 막 복속한 군들을 동요시킬 수 없다며 거절하였다. 그런데 관우가 패사하는 바람에 유비가 이 일을 원망하였다. 더구나 유봉과 화합하지 못해 군악대를 뺏기기도 하였다.

### 위나라로 투항
220년(연강 원년) 7월(음력) 관우를 돕지 않은 화가 미칠까 두렵기도 하고 유봉의 행위에 부아도 났기에 유비에게 편지를 남긴 채 부곡 4천여 가를 이끌고 위나라로 귀순했다. 조비는 맹달에 대한 높은 평가를 익히 들었던 터라 매우 기뻐하였다. 그 등을 어루만지며 유비의 자객은 아닐 것이라는 농담과 함께 자신의 수레에 태워 환영하였다. 산기상시(散騎常侍) 겸 건무장군(建武將軍)에 평양정후(平陽亭侯)를 주었으며 방릉·상용·서성 3군을 합쳐 신성군을 만들고 그 태수까지 겸하게 했다. 대우가 심히 과분하다거나 국경의 요직은 적당하지 않다는 얘기도 있었으나 조비는 아무 문제도 없을 것이라 장담하였다.
10월 조비가 황제에 올랐다. 정남장군(征南―) 하후상이 신성군 탈환을 건의하여 우장군 서황, 맹달과 같이 상용으로 진군하였다. 맹달은 유봉에게 ‘태자가 유선인 마당에 유비의 친자도 아닌 이상 촉에 남으면 처지가 위태롭다’며 투항을 권하였다. 유봉은 듣지 않고 저항하다가 신의의 배반에 성도로 패주하였다. 이로써 3군 9현을 수복하였다. 신의는 위흥태수직을 보전하였다.

### 위나라를 배반
226년(황초 7년) 조비가 죽고 조예가 즉위하였다. 친하게 지냈었던 환계와 하후상도 이미 세상을 떠났다. 맹달은 좁아지는 입지에 불안하였다. 이를 들은 제갈량과 이엄 이 슬며시 접근해왔고 오나라도 마찬가지였다. 227년(건흥 5년) 한중에서 북벌을 시작하려던 제갈량은 거사를 벌이기로 한 맹달이 변심할까 우려해 곽모(郭模)를 신의에게 위장 귀순시켜 그간의 모의를 흘렸다. 맹달과의 관계가 좋지 않았던 신의는 표를 올려 이 사실을 보고하였고, 누설을 알게 된 맹달은 서둘러 거병하려 하였다. 남양군 완현(宛縣)에서 정무를 보던 독형예이주제군사(督荊豫二州諸軍事) 사마의는 맹달이 빠르게 행동에 나설까 걱정해 서신을 써 안심시키고는 은밀히 토벌 준비를 하였다. 얼마 후 사마의가 참군 양기(梁幾)를 파견해 실상을 조사하는 한편 맹달에게 입조를 권하였다. 거병을 망설이던 맹달이 비로소 난을 일으켰다.
신성군의 지세는 맹달이 일찍이 백마새(白馬塞)에 올라 ‘유봉과 신탐은 이런 금성천리(金城千里)에 웅거하고도 땅을 잃다니!’라고 놀랐을 정도로 깊고 험했다. 또 낙양에서 완까지가 800리, 완에서 신성까지가 1,200리였다. 맹달은 여러 절차와 지세를 감안하여 진압군이 당도하는 데에 한 달 이상, 진압군 지휘관도 사마의가 직접 오지 않을 것으로 예상하였다. 그러나 이미 만반의 출동 태세를 갖춰놓았던 사마의는 바로 진군하여 8일 만에 상용성에 이르렀다. 228년 1월(태화 2년, 음력) 맹달의 생질 등현과 장수 이보가 성문을 열고 항전을 포기하였다. 공성을 개시한 지 16일 만이었다. 워낙에 신속했으므로 촉과 오의 원군도 소용없었다. 맹달의 머리는 낙양으로 보내져 번화가에서 태워졌다. 《맹달집》(孟達集) 세 권을 남겼으나 지금은 전해지지 않는다.

## 평가
남들보다 품위가 있고 말과 글솜씨가 뛰어나 타국에도 명성이 알려졌다. 위나라의 안목 있는 여러 고관들은 악의에 비견하며 장수의 재목이라거나 재상의 그릇이라고 평하였다. 반면에 유엽은 그 능력을 믿고 술수를 부린다며 의리 있는 이가 아니라 하였고, 사마의도 그 언행이 간교하다며 서남방의 일을 일임시켜서는 안 된다고 주장하였다. 비시는 유장 때도 그렇고, 유비 때도 그렇고 자꾸 배반하는 소인이라며 제갈량의 접선을 반대하였다.

## 유봉에게 쓴 편지
옛 사람들은 ‘사이가 멀면 친밀한 자들을 이간하지 못하고, 새로운 이는 예전부터 사귄 이보다 못하다’고 하였습니다만 이는 위도 현명하고 아래도 곧아야 가능한 일입니다. 충신으로서 공을 세워도 화를 입고 효자로서 인(仁)을 품어도 재앙에 빠지기도 합니다. 문종(文種), 상앙, 백기, 효기(孝己), 백기(伯奇) 가 그렇습니다. 이런 일이 생기는 이유는 혈육이 반목을 좋아하고 친친(親親)이 환난을 즐기기 때문이 아닙니다. 충신과 효자가 아무리 한결같더라도 군주와 아비의 마음은 혹 떠나기도 하고 누군가 그 틈을 이간하기도 합니다. 권세와 이익을 위해 친척끼리도 원수가 되는 판에 하물며 친친도 아니라면야?! 신생, 위의 급(伋), 어구(禦寇), 초의 건(建) 은 아예 정당한 후계자였음에도 쫓겨나 죽었습니다.
족하와 한중왕은 길에서 만난 사람일 뿐으로 혈육 관계도, 군신 관계도 아닌데 족하의 권세와 지위는 높습니다. 아두가 태자가 된 이래 식자들은 족하의 존재를 저어합니다. 신생이 사위(士蔿)의 말을 들었다면 반드시 오 태백처럼 되었고, 급이 아우의 모책을 받아들였다면 아버지인 위 선공의 악명이 더 커지지 않았을 겁니다. 또 제 환공도 일단 달아났다가 돌아와 패자가 되었고, 진 문공 역시 담을 넘어 전전하다 돌아와 패자에 올랐습니다. 제가 짐작건대 한중왕은 속으로는 생각이 정해지고 겉으로는 의구심이 생겼습니다. 사사로운 원한이나 감정들도 돌아보지 않을 수 없어 한중왕의 측근들은 틀림없이 험담을 할 것입니다. 그렇게 의심들은 증폭되어 족하는 위험에 처하게 됩니다. 지금이야 족하가 멀리 있어 잠시 안심할 수 있지만 우리 대군이 나아가면 땅을 잃고 귀환해야 합니다.
미자는 상나라를 버렸고 지과(智果)는 족속과 헤어져 환난을 피했습니다. 족하가 부모를 돌보지 않고 남의 양자가 된 것은 예(禮)가 아니며, 화가 닥칠 것을 알면서도 대처하지 않는 것은 지혜가 아니며, 바른 길을 보고도 따르지 않고 머뭇거리는 것은 의(義)가 아닙니다. 재능있는 족하께서 동쪽으로 와 나후를 잇는다면 혈육을 배반하는 것이 아니며, 기강을 지켜 위나라를 섬긴다면 옛것을 저버리는 것이 아니며, 결단을 내려 위망을 면한다면 헛된 행위로 그치는 것이 아닙니다. 게다가 폐하께서는 선양을 받으신 후 덕으로써 거리낌 없이 인재를 들이므로 족하가 넘어오기만 한다면 300호를 받고 나국을 계승할 뿐만 아니라 더 큰 나라에 봉해질 것입니다. 《역경》에서는 대인을 만나는 것이 이롭다 하였고, 《시경》에서는 많은 복은 스스로 구해야 한다고 하였습니다. 호돌(狐突)처럼 두문불출하지 마시고, 서둘러 이 기회를 잡으시기 바랍니다.

## 삼국지연의
사서가 아닌 소설 《삼국지연의》에서는 장송, 법정, 이엄의 절친한 친구로 자는 자경(子慶)이라고 나온다. 유비에게 협력하여 곽준과 더불어 가맹관을 지킨다. 한중 평정 후 유봉과 같이 상용을 취한다. 맥성(麥城)으로 내몰린 관우가 요화를 보내 원군을 청하지만 거절한다. 유비가 맹달을 죽이려 하기에 위나라로 귀순한다. 5만 명을 이끌고 양양으로 쫓아온 유봉에게 회유를 시도하지만 먹히지 않자 하후상, 서황과 힘을 합쳐 물리치고 상용 일대도 정복한다. 이후 신성태수로서 제갈량의 북벌에 호응하여 낙양을 치려 한다. 신의, 신탐, 이보, 등현이 사마의와 내통하는지도 모르고 태연하다가 조용히 질주해온 사마의를 맞닥트린다. 선봉인 서황의 이마에 화살을 명중시켜 사살한다. 신성에 도달한 금성태수(金城―) 신의, 상용태수 신탐을 맞으러 나갔다가 공격을 받고 성으로 후퇴하는데 이보와 등현도 성문을 닫고 화살을 날린다. 도망가다가 신탐에게 죽는다.

## 가계
- 아버지 : 맹타(孟他)[18]
  - 본인 : 맹달(孟達)
    - 아들 : 맹흥(孟興)[19]

## 같이 보기
- 삼국지 인물 목록

## 참고 문헌
- 《삼국지》40권 촉서 제10 유봉
- 《위략》 ; 배송지 주석, 《삼국지》3권 위서 제3 명제 조예에서 인용